# OSパートナーズ
株式会社OSパートナーズ（OS  PARTNERS CO.,LTD.　2009年4月に株式会社リクルート三洋ヒューマンネットワークより社名変更）は、かつて存在した日本のアウトソーシンググループの製造＆設計開発を主業務とする人材会社である。パナソニックグループを主なクライアントとして、電池製品・家電製品・デジタル機器・電子部品の製造事業、設計開発事業を、開発・製造工程の請負、あるいは人材派遣という形態でおこなっていた。また事業の補助的位置づけとして、エンジニアおよび製造スタッフの教育・育成をおこなっていた。

2019年7月に親会社の株式会社アウトソーシングに吸収合併された。

## 会社の概要

### 本社
- 大阪府大阪市都島区東野田町2-4-20

### 拠点
- 関東オフィス（群馬県邑楽郡）
- 滋賀オフィス（滋賀県大津市）
- 関西オフィス（大阪府大阪市）
- 二色の浜オフィス（大阪府貝塚市）
- 洲本オフィス（兵庫県洲本市）
- 加西オフィス（兵庫県加西市）
- 徳島オフィス（徳島県板野郡）

### 株主
括弧内は、所有株式の割合を示す。
- 株式会社アウトソーシング (100.0%)

## 事業内容

### 事業領域
- 製造オペレーション
- 設備保全
- 工程管理
- 製品企画・研究開発
- 工業デザイン
- 電子回路・電気回路設計
- 機構設計
- ソフトウェア開発
- 評価・試作・テスト
- 品質保証評価
- 上記事業に関連する人材派遣業
- 上記事業に関連する人材紹介業
- 上記事業を担う人材の育成

### 対象製品
- 電池製品（太陽電池、二次電池など）
- デジタル家電（デジタルカメラ、液晶プロジェクター、携帯電話、液晶テレビなど）
- 白物家電（冷蔵庫、洗濯乾燥機、エアコンなど）
- 自動車関連機器（自動車ボディ、マフラー、パワートレーン、エギゾーストシステム、計器パネル、カーナビなど）
- 他

## 沿革
- 1977年6月、「株式会社三吉データセンター」設立。
- 1981年2月、情報処理部門を設立。
- 1986年7月、労働者派遣法施行を受け、特定労働者派遣事業を開始。
- 1990年6月、「株式会社三洋システムメイト」に社名変更。
- 1990年12月、一般労働者派遣事業を開始。
- 1997年4月、「株式会社三洋ヒューマンネットワーク」に社名変更。
- 1997年4月、人材育成事業と業務請負事業を開始。
- 2003年4月、三洋電機グループの人事部門子会社である「三洋ヒューマンネットワーク」、「三洋HRS」、「三洋ファシリティサービス」の3社体制を見直し、「株式会社三洋ヒューマンネットワーク」と、「三洋アソシエイトサポート株式会社」の2社に再編。
- 2006年3月、三洋電機グループが所有する「株式会社三洋ヒューマンネットワーク」株式の90%をリクルートグループに譲渡し、「株式会社リクルート三洋ヒューマンネットワーク」に社名変更。リクルートグループに編入される。
- 2009年4月、株式会社リクルートファクトリーパートナーズに社名変更。
- 2016年8月、OSパートナーズに社名変更。

## 関連企業
- アウトソーシング (企業)